# Melotai Nyilas István
Melotai (Milotai) Nyilas István (Milota, Szatmár megye, 1571 – Gyulafehérvár, 1623) református lelkész, a Tiszántúli református egyházkerület püspöke 1614-től 1618-ig.

## Élete
Alsóbb iskoláit valószinűleg Nagybányán, a felsőbbeket pedig 1596. március 24-től fogva Debrecenben végezte, ahol 1598-ban collaborator, 1599-ben senior lett a főiskolában. Ez év őszén külföldre ment és 1601. október 4-én a heidelbergi egyetemre iratkozott be. Innét 1603-ban hazatérve, július 20-tól debreceni tanár volt.
1605. június 5-én a nagykárolyi zsinaton ordináltatott nagykállói papnak, 1607. március 12-én szatmári lelkész lett. Mint ilyen 1611-ben a szatmári egyházmegye espresévé, 1614. január 19-én a nagykárolyi zsinaton egyúttal a tisztántúli egyházkerület püspökévé választatott. Azonban ezen hivatalairól 1618. június 24-én lemondott és Gyulafehérvárra ment Bethlen Gábor fejedelem udvari prédikátorának. Ott halt meg 1623-ban.
Kiváló munkásságot fejtett ki a protestáns oktatásügy fejlesztése körül, valamint az egyházirodalom terén is. 1621-ben ilyen alapítványt tett: 300 magyar forint; 300 köböl buza; 100 akó bor ára, mely 24 nagyobb alumnus deák tartására fordítassék. Miután Nagyszombat elesett Bethlen kezéről, az alapítványt a kassai iskolára fordították.

## Munkái
- De Aeterna Praedestinatione Dei. Heidelberg, 1602
- Assertiones Verae, Oppositae Pontificorvm Columniis, quibus & Doctrinam & Personam Evangelicorum mundo suspectam reddere conantur De quibus, Deo benedicente, responsuri sunt D. ordinandi, in Synodo Generali Thasnadini, Anno 1615 ... A Stephano Milotano ...Debrecini, M.DC.XV
- Az mennyei tudomány szerint valo Irtovany, Melyböl az veszedelmes Tevelygeseknek, es hamis Velekedeseknek kárhozatos, tövisses Bokrai, az Istennek szent Igeje altal ki irtogattatnak, es az Igassagnak üdvösseg termo Agazati erös be oltattatásokkal helyben hadgyattnak, Az Istennek dicsösegere es az Anyaszentegyhaznak üdvösseges Tanusagara irattatott, Milotai Istvan ... altal ... Uo. 1617
- Sz. Davidnak huzadik Soltaranak rövid praedikatiok szerint valo magyarazattya, mellyben mind az Istenfelö igaz jo Fejedelmeknek, mind az keresztyén kösegnek Tisztek meg abrazoltatik es elejekben adatik. Az Istennek dicsöségere és az egyigyü hiveknek éppületekre Irattatot es kü boczattatot Az Felséges Bethlen Gabornak Magyar es Erdely Orszagnak Istenfelö keresztyen Fejedelmének fö Praedikatora. Melotai Nyilas Istvan altal. Kassa, 1620
- Agenda az az Anyaszentegyhazbeli szolgálat szerént valo Czelekedet, melyben az Vy Testamentomnek két Sacramentomának, az Szent Keresztsegnek es az Vr Vaczorájának kiszolgáltatásának es az Házasulandoknak egybe adattatásoknak mogya meg iratik azokhoz illendö hasznos tanuságokkal egyetemben. Az Istennek diczöseggére es az egyigyü Hiveknek épületekre. Kolozsvár, 1621 (Ujabb kiadásai: Hely n., 1622, Debreczen, 1634, Várad, 1653, Kolozsvár, 1733, 1749 és 1755)
- Speculum Trinitatis, Az az: Szent Haromság egy bizony örök Istennek az Bibliaban az Sido Bölcseknek es az Patereknek Tanu-bizonysag-tetelekben, az nagy vilagi Conciliomoknak ertelmekben es az Peldakban valo tekintetes maga ki mutatasa: Mellyekböl mint valami egyenessen mutato aczel Tükörböl ki ismerhetni, es nyilvan megh lathatni az Szent Haromsag egy Istent. Enyedi Györgynek-is karomlo Könyve az Elöljaro-beszeddel együtt, egeszben minden reszeiben meg hamissittatot. Debreczen, 1622
- Exeqviarvm Caeremonialium Serenissimae Principis ac Dominae Dnae Susannae Caroli ... II. ... beszéde 1622. máj. 14. a test koporsóba tételekor. (Kolozsvárt) Albae-Julae, 1624
- Pathai István református szertartási könyvecskéje, 1617 / Úrvacsorai rend Milotai Nyilas István Ágendájából / Melius Juhász Péter szertartási intelmei, 1563; sajtó alá rend., bev., jegyz. Fekete Csaba; Tiszántúli Református Egyházkerület Gyűjteményei, Debrecen, 2020 (A Debreceni Református Hittudományi Egyetem Liturgiai Kutatóintézetének kiadványai; A Tiszántúli Református Egyházkerületi Gyűjtemények kiadványai)

Még írt 1618 vége felé egy 1 3/4 íves munkát, melyben indokolta, hogy miért nem felelnek a Kalauzra; ez volt az egyik mű, amely ellen szól Pázmány „Rövid felelet két kálvinista könyvecskére” (1620.) c. munkája, de még ez utóbbinak a közrebocsátása előtt kellett írnia egy „Catalogus convitiorum Petri Pázmány” címűt is. Kéziratban is maradt műve, egy 1623 februárjában a debreceni nyomdában várt a kinyomtatásra, de ez, úgy látszik, közbejött halála miatt elmaradt.
Respondeált a „De aeterna praedestinatione Dei” (1602.) tartott vitán. 1615-ben zsinati tételeket írt a római katolikusok rágalmai ellen.